# Galeazzo Mondella

Geißelung Christi, um 1510

Galeazzo Mondella (* 1467 in Verona; † 1528 ebenda)  war ein Goldschmied und Medailleur der Renaissance in Italien. Seine Arbeiten sind häufig als Einlegearbeiten für Möbel, Geräte oder Waffen verwendet worden. Seine Werke sind häufig mit Moderni bzw. Moderno bezeichnet.